# Petrovaradinfästningen

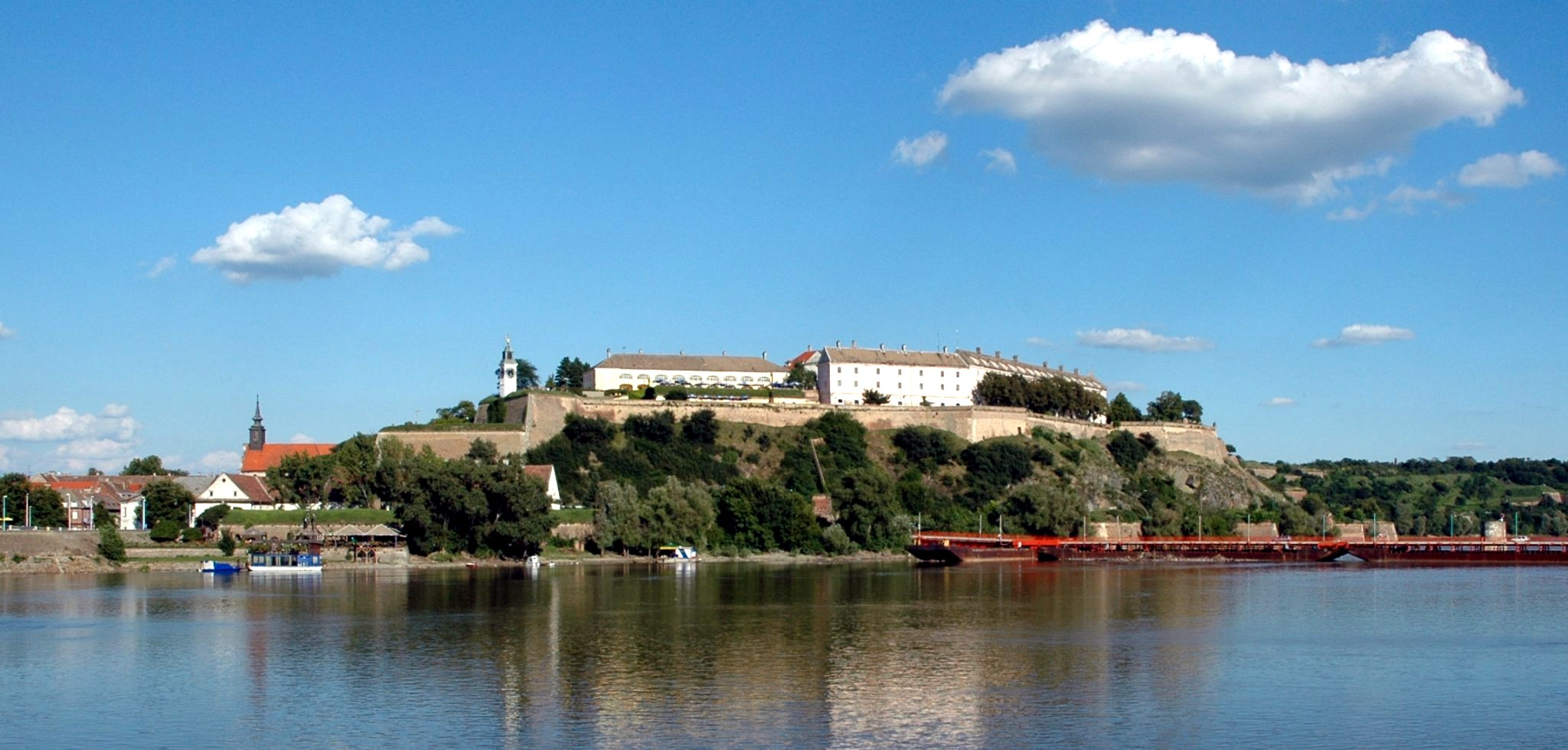
Petrovaradin

Petrovaradinfästningen (serbiska: Петроварадинска тврђава/Petrovaradinska tvrđava) är en befästning i Petrovaradin strax utanför Novi Sad i Serbien. Belägen på en kulle på andra sidan Donau har fästningen haft stor militär betydelse sedan slutet av 1600-talet. Fortet tog cirka 90 år att bygga och brukade kallas "Donaus Gibraltar" beroende på dess strategiska betydelse.

## Kultur
Sedan 2001 står fortet värd för musikfestivalen EXIT som hålls årligen.